# Elias Thon
Elias Thon (* 24. Juni 1776 auf Burg Fürstenstein; † 6. Februar 1837 in Solz) war Rittergutspächter und Abgeordneter der Reichsstände des Königreichs Westphalen.

## Leben

### Herkunft und Familie
Elias Thon wurde als Sohn des gleichnamigen Vaters Elias Thon (1729–1797, Gutsverwalter auf Burg Fürstenstein) und dessen Gemahlin Anna Christina Eschstruth († 1804) geboren. Er heiratete Louise Charlotte Sundheim (1785–1862). Aus der Ehe ging der Sohn Friedrich (1817–1892) hervor.

### Wirken
Elias trat in die Fußstapfen seines Vaters als Pächter der Burg Fürstenstein. Vom 2. Juni 1808 bis zum 26. Oktober 1813 (Ende der Herrschaft Napoleons) war er als Vertreter der Grundbesitzer im Werra-Departement Abgeordneter der Reichsstände des Königreichs Westphalen und gleichzeitig auch Mitglied des Distriktsrats des Distrikts Eschwege.